# Облачинско језеро
Облачинско језеро је природно језеро у југоисточној Србији, двадесетак километара западно од Ниша, у близини Малог Јастрепца. Језеро је приближно округлог облика и пречника око 1 km, надомак села Облачина, (Општина Мерошина). Видљиво је чак и са висине од око 10.000 m.

## Историјат
Шездесетих година 20. века, покрај језера изграђен је јавни базен ширине-дужине скоро 100 m, кошаркашки терен и фудбалско игралиште као и мотел са бунгаловима на обали језера. На обалама језера тада је изграђено и викенд насеље. У то време било је то најпосећеније дневно летовалиште Нишлија и уопште свих из околине (и Прокупље је удаљено двадесетак километара). Небригом власти објекти су запуштени средином осамдесетих година.
Међутим, почетком 21. века околина језера је поново уређена тако да је прочишћена обала језера и направљена висока земљана обала.

## Туризам
У пролеће се на језеру одвијају акције извиђача међународних размера, тако да се језеро очисти, како вода, тако и обала, тако да је и сада омиљено излетиште Нишлија и Прокупчана.
На језеру су се сваке године одржавала и такмичења младих спортских риболоваца што последњих година више није пракса првенствено из последица лошег газдовања језером. Језеро је раније редовно порибљавано од стране риболовачког удружења из Ниша, док од 2010 године до данас то више не чини иако и тренутно газдује овим језером.
Од лета 2014-е године Облачинско језеро постаје омиљена дестинација за фудбалске кампове намењене деци до 14 година која на располагању у свом тренажном процесу имају велики фудбалски терен, пич-терен на вештачкој трави и базене. Гостима кампа су потпуно бесплатно на располагању и следећи видови забаве: тенис (шљака), стони тенис, стони фудбал, билијар као и играчке конзоле. Због испред наведеног сви смештајни капацитети Облачинског језера су распродати годину дана унапред и увелико се спремају планови за проширење смештајних капацитета који су у овом тренутку скромних 60 места.
Језеро са околином пружа изванредне могућности за одмор, забаву и туризам. У околини је раније био велики број воћњака (плантажа) са чувеном Облачинском вишњом док их је сада много мање углавном због отежаних услова привређивања.

## Галерија
- Залазак сунца септембар 2021.г.
- Лабудови септембар 2021.г.